# 글리제 758 C
글리제 758 C는 G형 주계열성 글리제 758을 돌 것으로 추측되는 갈색 왜성 또는 외계 행성이다. 이 천체는 지구로부터 거문고자리 방향으로 약 50광년 떨어진 곳에 있다.
스바루 망원경 HiCIAO 장치로 글리제 758을 관찰하여 글리제 758 C의 존재를 입증할 증거를 얻을 수 있었다. 만약 C의 존재가 검증된다면 글리제 758계는 태양계 너머에서 구성원들을 사진으로 찍어 확인한 몇 안 되는 계외 행성계가 될 것이다.